# Mestaruussarja 1943-1944
La Mestaruussarja 1943-1944 fu la trentacinquesima edizione della massima serie del campionato finlandese di calcio, la quattordicesima come Mestaruussarja. Il campionato, con il formato a girone unico e composto da dieci squadre, ripartì dall'esito della Mestaruussarja 1940-1941 e venne vinto dal VIFK, dopo lo spareggio contro il TPS. Il campionato non venne concluso nel 1944 a causa della Guerra di continuazione, così le restanti partite vennero disputate nella primavera del 1945. Per la prima volta parteciparono due squadre appartenenti alla Suomen Työväen Urheiluliitto (TUL), ma entrambe (TPV e MKV) si ritirarono prima della ripresa delle partite nel 1945 e vennero così escluse dalla classifica finale.

## Squadre partecipanti
| Club       | Città    | Stagione 1940-1941         |
| ---------- | -------- | -------------------------- |
| HIFK       | Helsinki | 4º posto in Mestaruussarja |
| HJK        | Helsinki | 5º posto in Mestaruussarja |
| KIF        | Helsinki | 6º posto in Mestaruussarja |
| KPT Kuopio | Kuopio   | 2º posto in B-sarja        |
| MKV        | Maaria   | nel campionato TUL         |
| Sudet      | Viipuri  | 3º posto in Mestaruussarja |
| TPS        | Turku    | Campione di Finlandia      |
| TPV        | Tampere  | nel campionato TUL         |
| VIFK       | Vaasa    | 1º posto in B-sarja        |
| VPS        | Vaasa    | 2º posto in Mestaruussarja |

## Classifica finale
|  | Pos. | Squadra    | Pt      | G | V | N | P | GF | GS | DR  |
|  | ---- | ---------- | ------- | - | - | - | - | -- | -- | --- |
|  | 1.   | VIFK       | 9       | 7 | 4 | 1 | 2 | 17 | 14 | +3  |
|  | 2.   | TPS        | 9       | 7 | 4 | 1 | 2 | 27 | 12 | +15 |
|  | 3.   | Sudet      | 9       | 7 | 4 | 1 | 2 | 12 | 11 | +1  |
|  | 4.   | KIF        | 8       | 7 | 3 | 2 | 2 | 15 | 12 | +3  |
|  | 5.   | HIFK       | 7       | 7 | 2 | 3 | 2 | 13 | 13 | 0   |
|  | 6.   | VPS        | 7       | 7 | 3 | 1 | 3 | 15 | 22 | -7  |
|  | 7.   | HJK        | 4       | 7 | 1 | 2 | 4 | 20 | 22 | -2  |
|  | 8.   | KPT Kuopio | 3       | 7 | 1 | 1 | 5 | 9  | 22 | -13 |
|  | ---  | MKV        | Esclusa | - | - | - | - | -  | -  | −   |
|  | ---  | TPV        | Esclusa | - | - | - | - | -  | -  | −   |

Legenda:
      Campione di Finlandia
      Escluse dal campionato
Note:
Due punti a vittoria, uno a pareggio, zero a sconfitta.

## Spareggio
Poiché al termine della stagione regolare c'erano tre squadre a pari punti in testa alla classifica, venne tenuto uno spareggio tra le migliori due, il VIFK e il TPS.
|      | Risultati |     | Luogo e data |
| ---- | --------- | --- | ------------ |
| VIFK | 5-1       | TPS |              |
|      |           |     |              |